# Pierre-Gabriel Berthault

Pierre-Gabriel Berthault, Attacco alla Convenzione nazionale, 1790, (Biblioteca del Congresso)

Pierre-Gabriel Berthault (Saint-Maur-des-Fossés, 16 dicembre 1737 – Parigi, 3 marzo 1831) è stato un incisore francese.

## Biografia
Nato da François Berthault, muratore, e da Elisabeth Simon, si faceva chiamare anche Berthault oncle. Sposò, il 6 novembre 1758, Marie-Julie Lesquoy, da cui divorziò il 13 aprile 1793. Si risposò dopo poche settimane con Marie-Madeleine Gérard. Pittore accademico, visse molti anni in Italia. A Parigi esercitò probabilmente anche l'attività di editore e di mercante di stampe.
Ha tratto incisioni da disegni di Jean-Claude Richard de Saint-Non (noto come Abate di Saint-Non) e da dipinti di Louis François Cassas. Ha realizzato vedute d'Italia (come il Porto di Rimini) e le raccolte Voyage à Naples e Voyage pittoresque de la Syrie, de la Palestine et de la basse-Egypte. Prima della Rivoluzione francese era già noto anche come autore delle Vues intérieures de Paris e per alcune tavole con prospetti architettonici.
Pierre-Gabriel Berthault è noto, in particolare, per aver inciso tavole della raccolta Les Tableaux historiques de la Révolution française, cui collaborò anche l'incisore e disegnatore Jean Duplessis-Bertaux. Si tratta di un'opera - sospesa tra cronaca e storia - con illustrazioni su fatti salienti, ma anche su fatti minimi accaduti durante la Rivoluzione francese: celebrazione dell'eroismo e della fratellanza popolare, i Tableaux divennero un punto di riferimento per il giornalismo di quegli anni. Il linguaggio utilizzato era di tipo tradizionale, cioè la veduta con molte figure, ma chiaramente eseguita e semplificata nelle linee, in modo da risultare immediatamente legibile. Questa produzione d'icisioni popolari s'innestava in un nuovo metodo di diffusione delle immagini e veniva incontro al gradimento di un vasto pubblico.
Tra i suoi allievi, Jean-Baptiste Réville.

## Galleria d'immagini

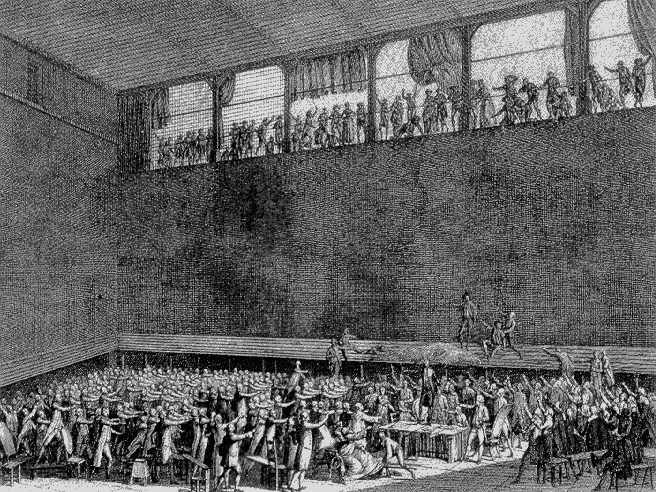
Pierre-Gabriel Berthault, Sermone al Gioco della Pallacorda
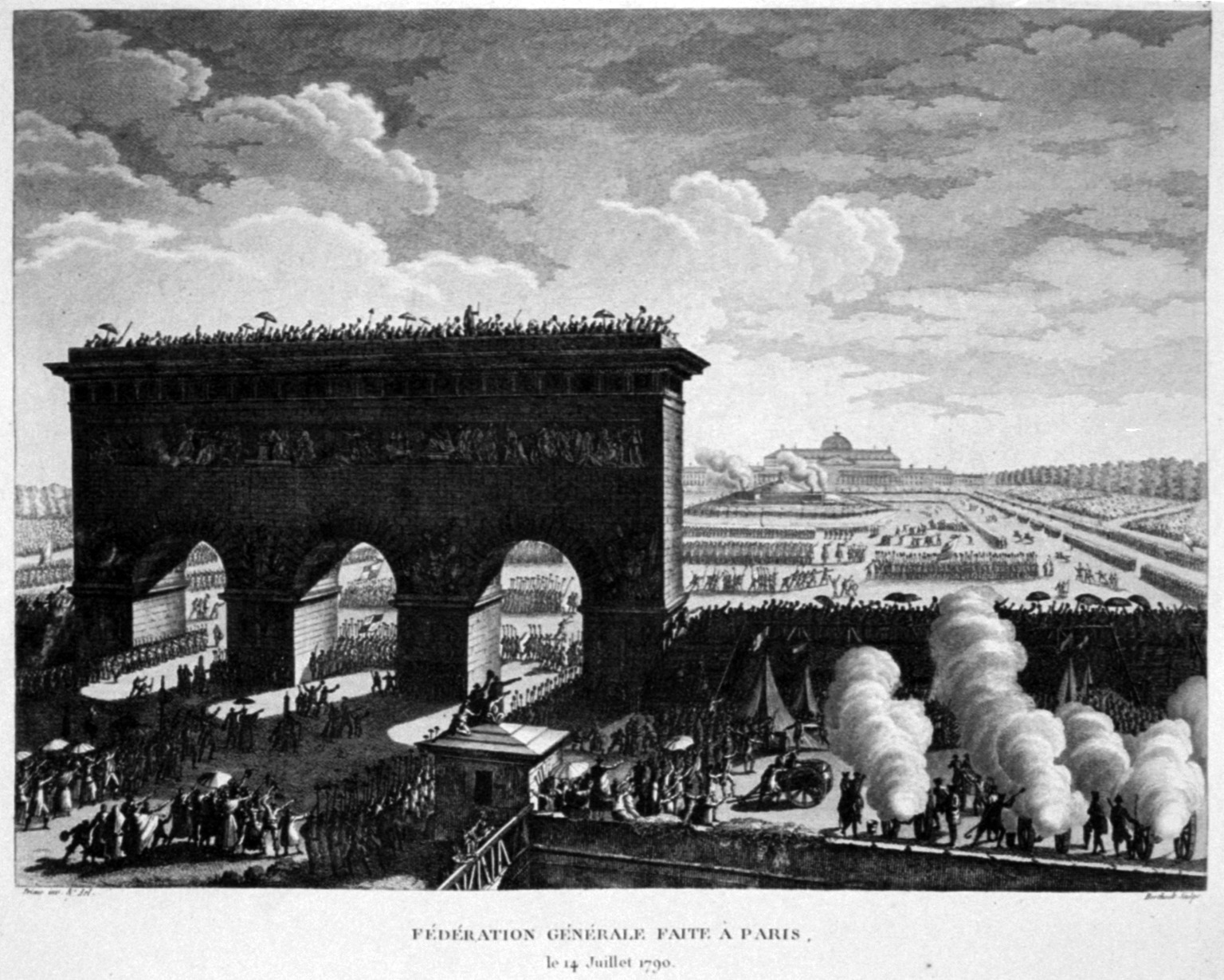
Festa della Federazione, 14 luglio 1790, (Library of Congress)
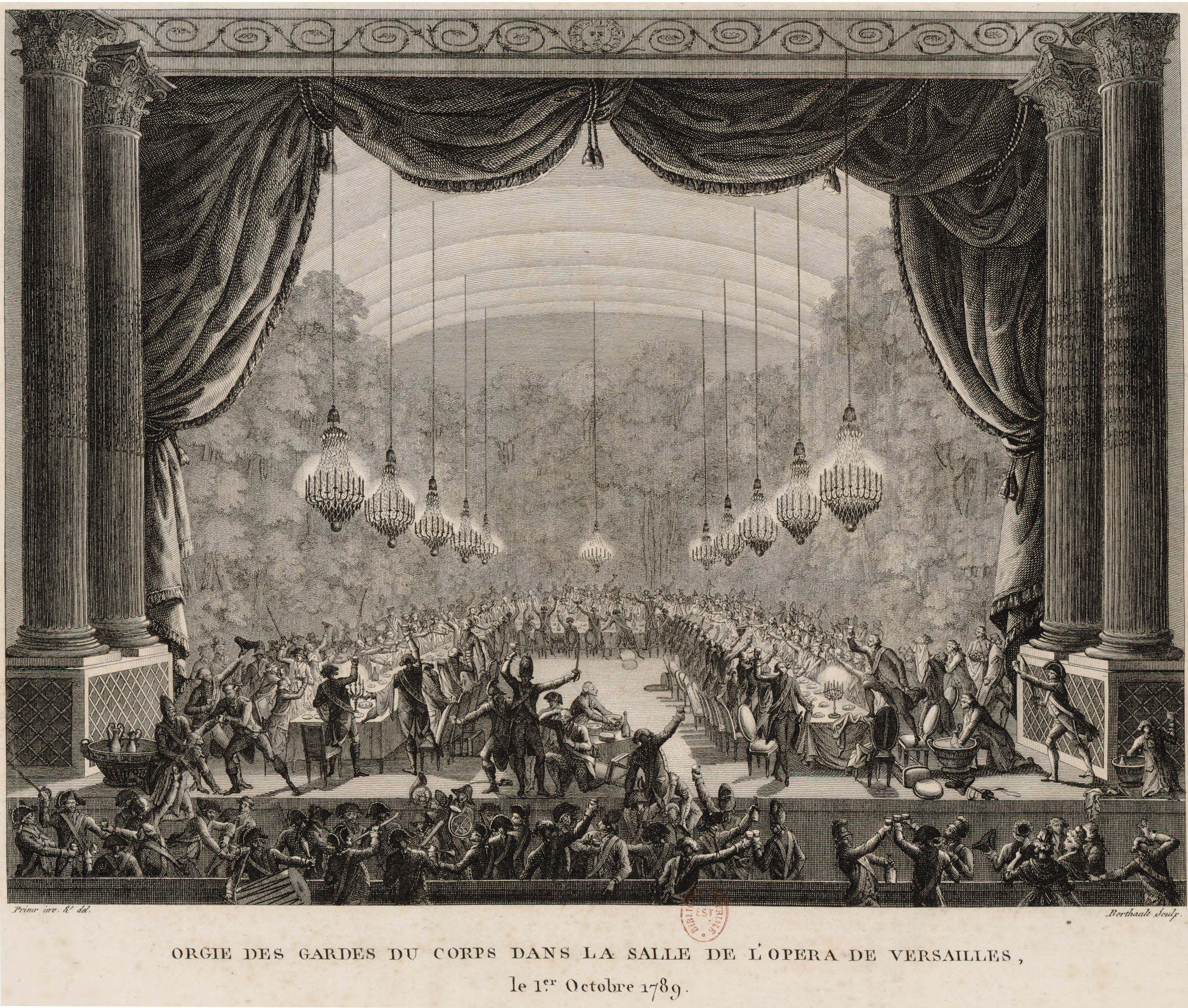
Orgia delle guardie del corpo all'Opéra di Versailles, 1º ottobre 1789, (Biblioteca nazionale di Francia)
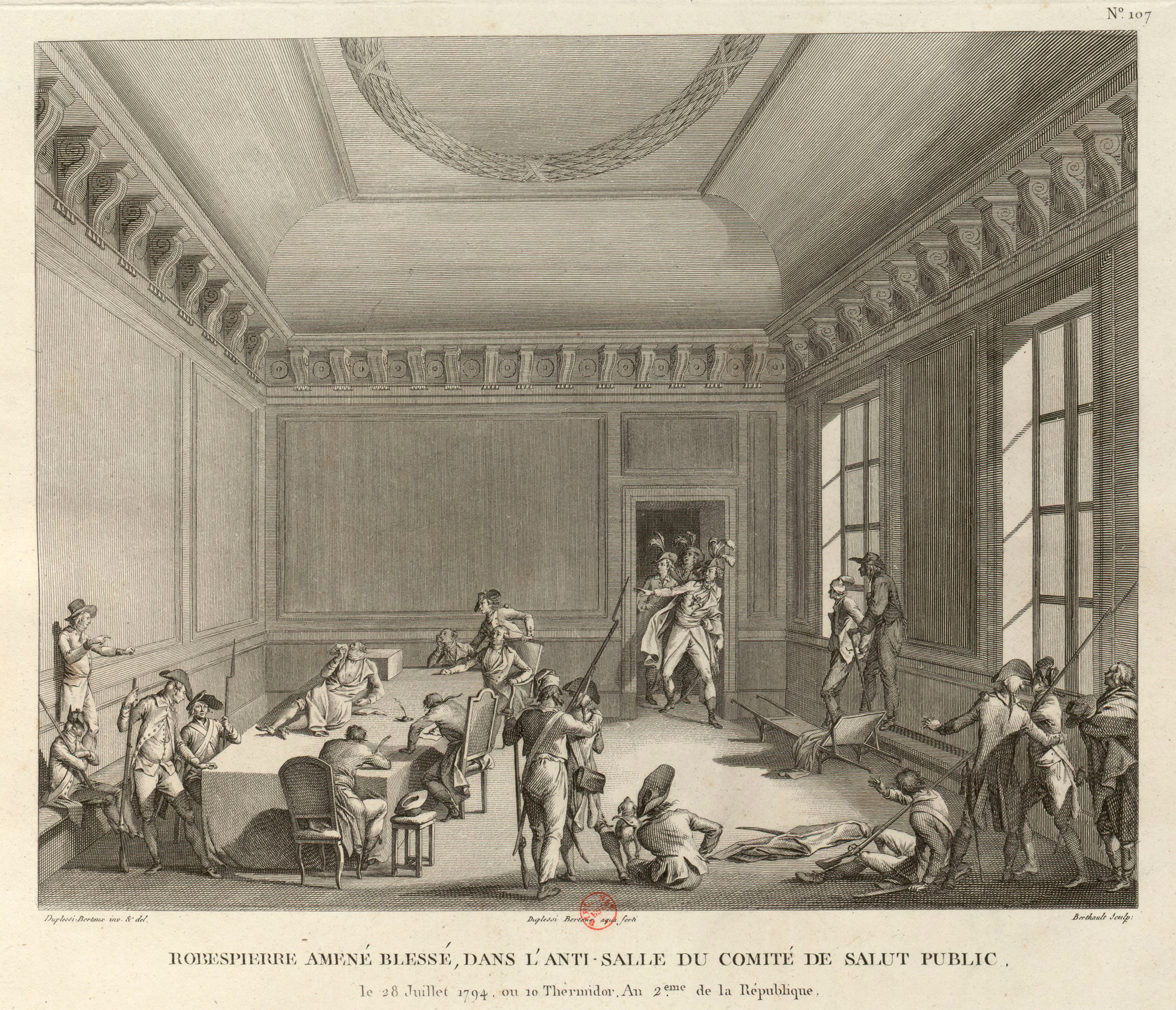
Pierre-Gabriel Berthault e Jean Duplessis-Bertaux, Robespierre ferito portato al Comitato di salute pubblica, 28 luglio 1794, (Biblioteca nazionale di Francia)
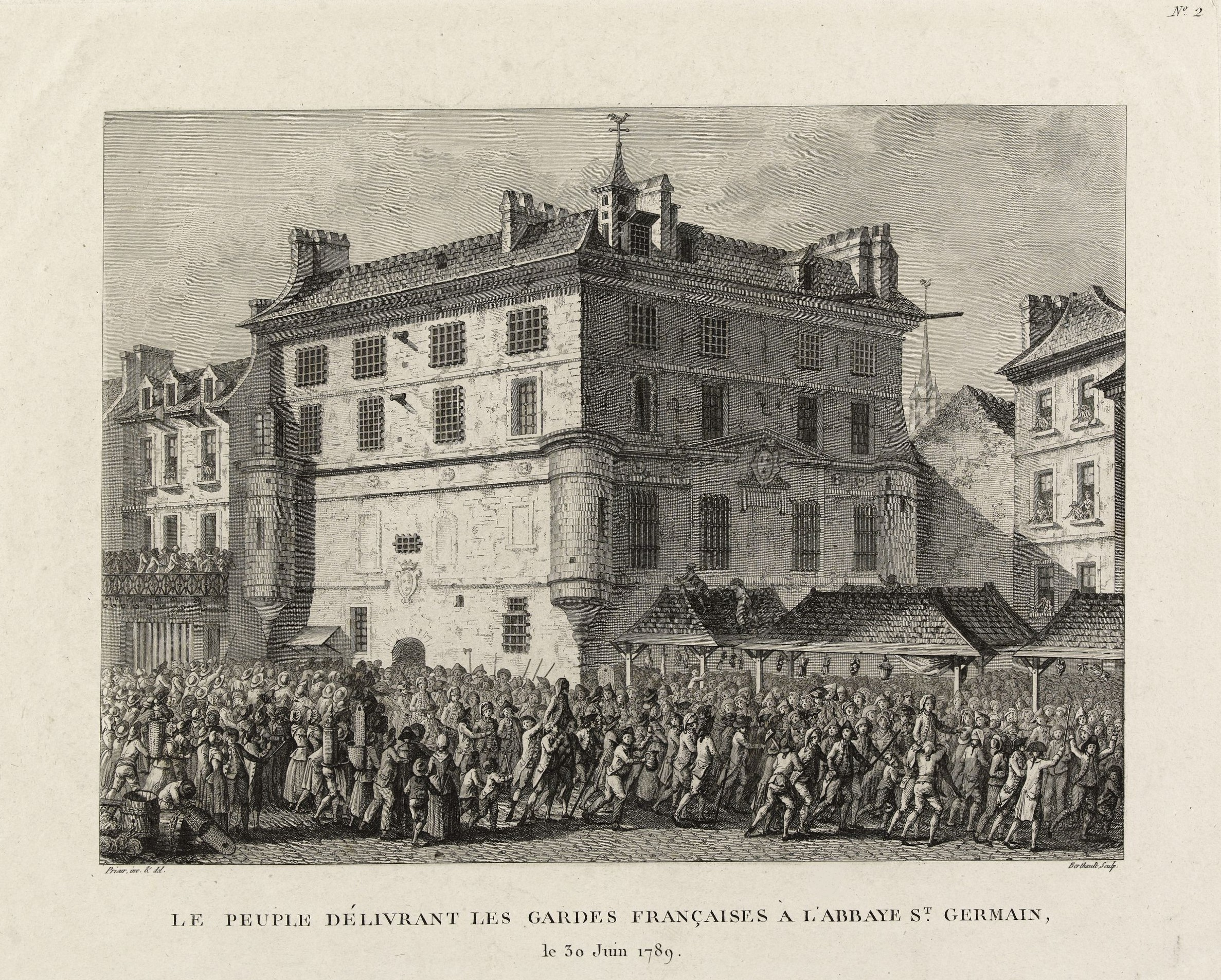
Il popolo allontana le guardie dall'abazia di St-Germain, 30 giugno 1789, (Museo Carnavalet